# The Cambridge History of the Byzantine Empire
The Cambridge History of the Byzantine Empire (letteralmente "La storia di Cambridge dell'impero bizantino") è un saggio pubblicato nel 2009 dalla Cambridge University Press e curato da Jonathan Shepard.

## Contenuto
Il libro è composto da 24 capitoli in ordine cronologico, 15 dei quali già apparsi in precedenti opere Cambridge (tra cui The Cambridge Ancient History e The New Cambridge Medieval History).

## Accoglienza
La storia fu criticata in una recensione per una mancanza di coerenza nei periodi temporali e nella copertura derivante dall'unione di materiale proveniente da altre fonti, e dal fatto che parte del materiale non fosse completamente aggiornato, e per una tendenza nel concentrarsi troppo su questioni che esulano l'impero a scapito degli affari interni. Alcuni dei nuovi capitoli invece sono stati elogiati per il loro contenuto originale.